# Молина, Кристобаль де
Кристобаль де Молина, так называемый el cuzqueño — житель Куско, (исп. Cristóbal de Molina) (начало XVI века, Перу — конец XVI века, Перу) — испанский историк, священник. Был монахом прихода Милостивой Девы Марии (Nuestra Senora de los Remedios) при индейском госпитале в Куско, Перу. Оставил один из важнейших документов по календарю, знахарству, мировоззрению, церемониям, религии и философии Инков.

## Биография
Знаток языка кечуа благодаря продолжительному проживанию в городе Куско, бывшей столице Империи Инков, написал доклад Ritos y Fábulas de los Incas, написанную в 1575 году и опубликованную в 1916; в этом произведении он описал религиозные и магические методы инков, использовавшиеся ими при лечении заболеваний, а также собрал сведения о местных религиозных праздниках, их периодичности и значении.
Молина экзаменовал местных индейских начальников, а также обучал население. Он составил ещё один доклад, сохранившийся благодаря включению его в книгу Мигеля Кабельо Бальбоа в 1586 году.

## Произведения
- «Colección de pinturas, donde figuraba todo el camino andado i descubierto desde Tumbes al rio Maule, i las naciones, jentes, trajes, propiedades, ritos i ceremonias, cada cual en su manera de vivir, i la manera de los caminos i calidad de las tierras, con otras muchas cosas a estas anejas» — не сохранилось. Время создания, предположительно, 1539.
- An Account of the Fables and Rites of the Yncas. (англ.). Архивировано 8 января 2013 года.  — «Сказания и обряды Инков». — 1575.

Этот доклад написан для доктора дона Себастьяна де Артаун, являвшегося епископом Куско с 1570 по 1584 года и провинциальным Советником Его Величества Короля Испании.
Рукопись храниться в Национальной библиотеке Мадрида, Рукопись 3369, листы 2-36, 1575 год.
Молина приводит в своём докладе 14 молитв записанных на языке кечуа, обращенных к богам Пачакамак, Пачаячачик, Тикси-Виракоча, Ванакаури, Пунчау, Кильа (Паска-мама), различным вакам. То есть: 4 — к Всевышней Сути, 2 — к Солнцу, 1 — счастливым пучкам, 4 — Инкам, 2 — вакам или богам, 1 — земле.
Также содержит легенду об Акойрапа и Чукильянту (Aqoyrapha y Chukillanthu), и 12 стихов.
Многие слова кечуа у него записаны неправильно, и потому значение их не всегда можно прояснить.

## Издания
- 1916, Relación de las fabulas y ritos de los Incas por el párroco Cristóbal de Molina [1576]. In Relación de las fabulas y ritos de los Incas, edited by Horacio H. Urteaga and Carlos A. Romero, 3-106. Colección de Libros y Documentos Referentes a la Historia del Perú, no. 1. Lima: Sanmarti & ca.
- 1943, Molina, Cristóbal de ["El Cuzqueño"] (1574): Fábulas y ritos de los Incas, en Loayza, F. A. ed.: Las crónicas de los Molinas, Pequeños grandes libros de historia americana, Serie I, tomo IV, Lima.
- 1993, «Cristóbal de Molina, Leggende e riti degli Incas» (Cuzco 1574) a cura di Mario Polia , Il Cerchio, Rimini 1993

## Издания на русском языке
- Кристобаль де Молина. Доклад о Сказаниях и Обрядах Инков, 1575 (пер. А.Скромницкий). — Киев, 2009. Архивировано 10 июля 2012 года.